# مازراتی گریکاله
مازراتی گریکاله (به انگلیسی: Maserati Grecale) یک خودروی شاسی‌بلند لوکس کامپکت با موتور جلو، پنج در و پنج سرنشین است که توسط مازراتی تولید و به بازار عرضه می‌شود و از مارس ۲۰۲۲ در کارخانه کاسینوی ایتالیا تولید می‌شود. پلت‌فرم این خودرو با آلفا رومئو استلویو و نسل پنجم جیپ گرند چروکی یکسان است.
نام گریکاله از باد مدیترانه‌ای گرگاله گرفته شده‌است.

## تاریخچه

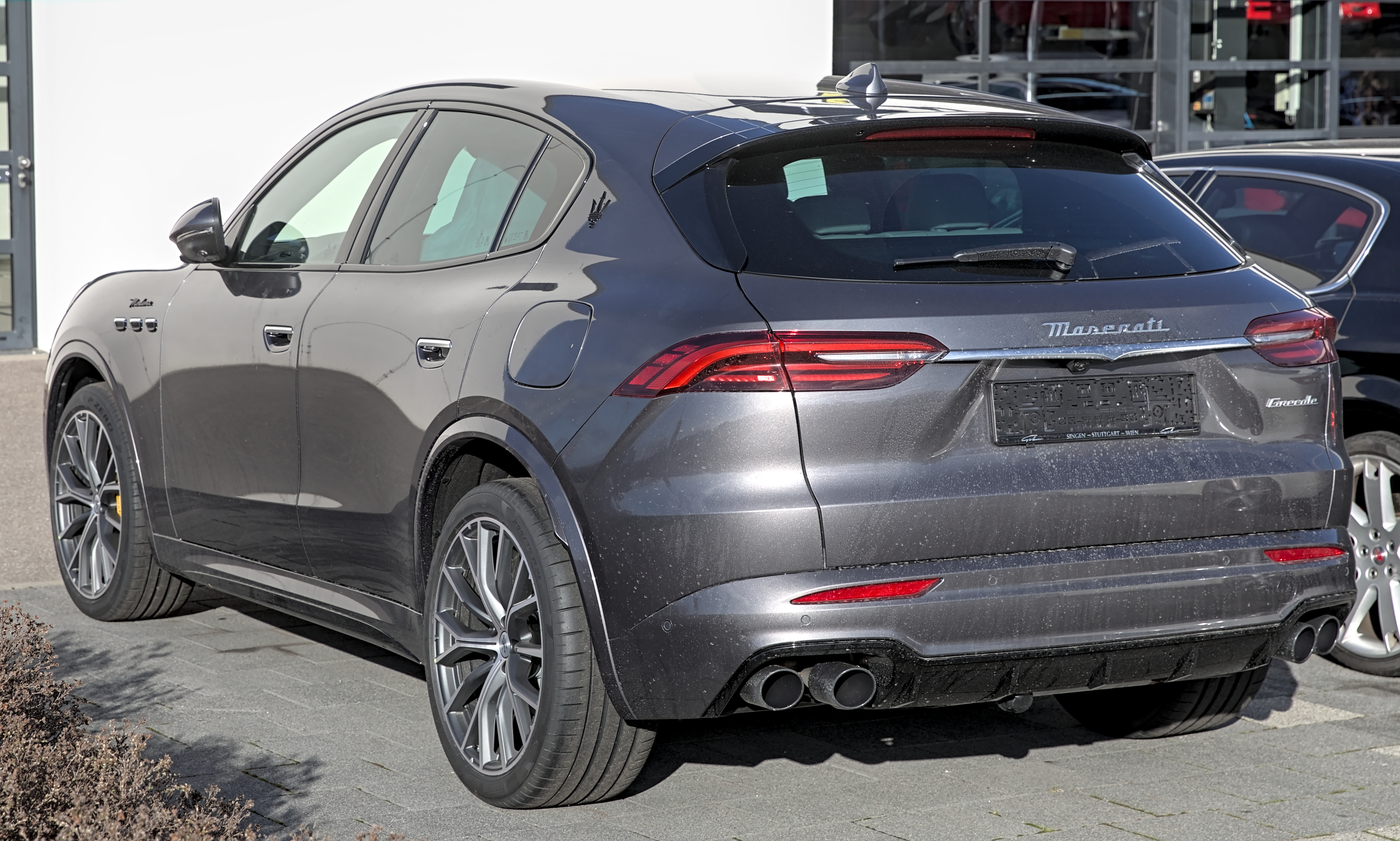
مازراتی گریکاله مودنا

در مراسم رونمایی از خودروی اسپرت مازراتی ام‌سی۲۰ در اواخر سال ۲۰۲۰، مازراتی همچنین اعلام کرد که قصد دارد یک اس‌یووی کوچک‌تر از مدل لوانته را با نام گریکاله عرضه کند. مازراتی وعده داد این اس‌یووی قرار است با گزینه‌های پیشرانه هیبریدی، تمام الکتریکی و بنزینی عرضه شود. مازراتی گریکاله اکنون برای خرید در آمریکای شمالی در دسترس است.

## ویژگی‌های فنی
گریکاله با پیشرانه‌های چهارسیلندر خطی هیبریدی ملایم ۳۰۰ یا ۳۳۰ اسب بخاری و موتور وی۶ با قدرت ۵۳۰ اسب بخار برای مدل تروفئو در دسترس است.
یک نسخه تمام الکتریکی از گریکاله با عنوان مدل فولگوره معرفی شده‌است. این مدل به یک باتری ۱۰۵ کیلووات ساعتی مجهز خواهد شد و پیش‌بینی می‌شود در سال ۲۰۲۳ به عنوان مدل ۲۰۲۴ به فروش برسد.